# Санте де Санктис
Санте де Санктис (на италиански: Sante de Sanctis) е италиански лекар, психолог и психиатър. Той е смятан за един от основателите на италианската психология, невропсихиатрия и психология на сънищата.